# دانشگاه علوم و معارف قرآن کریم
دانشگاه علوم و معارف قرآن کریم دانشگاهی دولتی عمومی وابسته به سازمان اوقاف و امور خیریه که ستاد مرکزی آن در شهر قم و دارای دانشکده هایی در سایر شهرهای ایران است.

## تاریخچه
هم‌زمان با پیروزی انقلاب اسلامی که محور اصلی آن قرآن و آموزه‌های قرآنی بود، مدارس و دانشگاه‌های کشور از فقر شدید نیروهای متخصص قرآنی رنج می‌بردند، از طرفی به‌منظور تقویت و گسترش مبانی و پشتوانه‌های علمی، فکری و عقیدتی صحیح و به‌روز؛ و همچنین به‌منظور بهره‌وری مطلوب از موقوفات قرآنی؛ در سال 1361، مرکزی با عنوان «مدرسه تربیت مدرس قرآن کریم» توسط سازمان اوقاف و امور خیریه در تهران تأسیس و آغاز به کار کرد.
این مرکز از سال 1368، تحت عنوان آموزشکده تربیت‌معلم قرآن کریم در مقطع کاردانی، فعالیت خود را در رشته تربیت‌معلم قرآن مجید از طریق آزمون سراسری سازمان سنجش، ادامه داد و در سال 1372 به دانشکده تربیت‌معلم قرآن مجید و سپس دانشکده علوم قرآنی تهران ارتقا پیدا کرد؛ از همان سال علاوه بر تهران، دانشکده قم نیز تأسیس شد و در مقطع کاردانی و کارشناسی در رشته تربیت‌معلم قرآن کریم اقدام به پذیرش دانشجو کرد.
ضرورت‌های فرهنگی و آموزشی کشور و استقبال روزافزون از این دانشکده‌ها، باعث شد که از سال 1373، با تأیید رسمی وزارت علوم، تحقیقات و فناوری، علاوه بر تهران و قم، دانشکده‌های دیگری نیز در چهارده شهر: مشهد، خوی، مراغه، کرمانشاه، شیراز، زاهدان، زابل، شاهرود، آمل، بجنورد، میبد، ملایر، سبزوار و بندرعباس تأسیس و مشغول به جذب دانشجو شوند.
با توجه به حوزه‌های متنوع فعالیت‌های قرآنی و با در نظر گرفتن امکانات موجود، تجربیات تخصصی و وجود مراکز علمی و پژوهشی، از بهمن‌ماه 1387 تا به امروز، این مجموعه با نام «دانشگاه علوم و معارف قرآن کریم» به فعالیت خود ادامه داده و با ساماندهی 2 دانشکده دیگر در شهرهای اصفهان و خمین و مجموع هجده دانشکده علوم قرآنی، فعالیت خود را گسترش داده است.

## روسای دانشگاه
برخی روسای دانشگاه علوم و معارف قرآن کریم از ابتدا تا کنون:
- حجت الاسلام و المسلمین دکتر محمد علی راغبی
- آیت الله احمد عابدی
- حجت الاسلام و المسلمین محمد حسین الهی زاده
- حجت الاسلام و المسلمین علی محمدی سیرت
- حجت الاسلام و المسلمین سید محمد نقیب

## دانشکده ها[۲]
- دانشکده علوم قرآنی قم
- دانشکده علوم قرآنی تهران
- دانشکده علوم قرآنی شیراز
- دانشکده علوم قرآنی مشهد
- دانشکده علوم قرآنی اصفهان
- دانشکده علوم قرآنی شاهرود
- دانشکده علوم قرآنی آمل
- دانشکده علوم قرآنی زاهدان
- دانشکده علوم قرآنی زابل
- دانشکده علوم قرآنی مراغه
- دانشکده علوم قرآنی کرمانشاه
- دانشکده علوم قرآنی خوی
- دانشکده علوم قرآنی میبد
- دانشکده علوم قرآنی بجنورد
- دانشکده علوم قرآنی سبزوار
- دانشکده علوم قرآنی بندرعباس
- دانشکده علوم قرآنی خمین
- دانشکده علوم قرآنی ملایر

## اهداف و ماموریت‌های دانشگاه[۳]
متن مصوبه شورای عالی انقلاب فرهنگی
اساسنامه «دانشگاه علوم و معارف قرآن کریم»
مصوب ۸۰۳ جلسه مورخ ۱۳۹۶-۱۰-۱۹ شورای عالی انقلاب فرهنگی
اهداف و مأموریت‌های دانشگاه عبارتند از:
1. تربیت کارشناسان متعهد در عرصه امور قرآنی با تأکید بر قاری، حافظ، داور، مبلغ و مفسر قرآن کریم، به‌منظور تأمین نیروی انسانی مورد نیاز مؤسسات فرهنگی قرآنی، مشاهد مشرفه و مدیریت‌های قرآنی و فعالان امور قرآنی کشور و تأمین معلمان و اساتید قرآنی مورد نیاز آموزش و پرورش و آموزش عالی
2. تربیت نیروهای متعهد، مؤمن و توانمند در حوزه علوم و معارف قرآنی در زمینه‌های تدریس، تحقیق و تبلیغ
3. ارائه خدمات علمی- فرهنگی به نهادها و سازمان‌های فرهنگی و دینی داخل و خارج از کشور در حوزه علوم و معارف قرآن کریم
4. ارتقاء سطح فرهنگ و دانش عموم جامعه در حوزه علوم و معارف قرآن کریم با تأکید بر ایجاد زمینه مناسب برای فعالیت همه‌جانبه مردم در این زمینه
5. گسترش فعالیت‌های علمی و تربیتی در حوزه علوم و معارف قرآنی در منطقه و جهان
6. توسعه رشته‌های مختلف در زمینه علوم و معارف قرآن کریم و علوم مرتبط با وقف و بقاع متبرکه طبق ضوابط شورای گسترش آموزش عالی
7. توسعه کرسی‌های نظریه‌پردازی در حوزه علوم و معارف قرآنی مطابق ضوابط و مقررات
8. تبادل پژوهش‌های راهبردی قرآنی با مراکز علمی و پژوهشی جهان
9. جهت‌دهی موقوفات قرآنی به سمت حوزه علم و فناوری با تأکید بر توسعه فعالیت‌های آموزشی، پژوهشی و فرهنگی در حوزه علوم و معارف قرآن کریم با رعایت نظر متولی
10. استفاده از ظرفیت استادان حوزه به عنوان اعضای هیئت علمی دانشگاه و اولویت‌دهی به پذیرش طلاب و فضلای حوزه در مقاطع تحصیلات تکمیلی دانشگاه مطابق با ضوابط وزارت علوم، تحقیقات و فناوری

## مدارس بهار نور معرفت دانشگاه
از سال ۱۴۰۱ مدارسی در مقاطع مختلف تحصیلی در استان های مختلف کشور توسط این دانشگاه افتتاح گردید . 

## همایش بین‌المللی پژوهش‌های قرآنی[۴]
بزرگترین همایش بین‌المللی پژوهش‌های قرآنی هرساله همزمان با برگزاری مسابقات بین‌المللی قرآن کریم تهران برگزار می‌گردد.
سرآغاز این مسابقات بر اساس رهنمودهای رهبر انقلاب مبنی بر لزوم توجه به محتوای قرآن علاوه بر تلاوت و حفظ آن بود.
تا کنون یازده دوره از مسابقات برگزار شده‌است و دوازدهمین دوره این همایش نیز درحال برگزاری می‌باشد.
این همایش‌ها با عناوین مختلف هرسال برگزار می‌گردد.
- یازدهمین همایش بین‌المللی پژوهش‌های قرآنی (با محوریت قرآن کریم و استکبار ستیزی)[۵][۶]
- دوازدهمین همایش بین‌المللی پژوهش‌های قرآنی

(با محوریت ایمان به وعهده‌های الهی)

## اشتغال فارغ التحصیلان[۸]
طرح رصد اشتغال فارغ التحصیلان برای نخستین بار توسط وزارت علوم اجرا شد که براساس نتایج این طرح حدود ۵۰ تا ۶۰ درصد فارغ التحصیلان ۸۷ دانشگاه در حال حاضر مشغول به کار هستند؟
پیمایش مسیر شغلی فارغ التحصیلان و پیگیری دائمی موضوعی بود که به صورت پراکنده در سطح دانشگاه‌ها انجام شده بود، اما در سال جاری این طرح توسط وزارت علوم به صورت سراسری اجرا شد تا براساس نتایج این طرح، بتوان برای ظرفیت پذیرش در رشته‌های مختلف، بازنگری متون درسی و آموزش‌های کاربردی به دانشجویان برنامه‌ریزی و سیاستگذاری صورت گیرد.
بر اساس اعلام دفتر ارتباط با صنعت وزارت علوم هدف این وزارتخانه از اجرای طرح رصد اشتغال فارغ التحصیلان دانشگاهی مقایسه دانشگاه‌ها با یکدیگر نبوده بلکه هدف از اجرای این طرح برنامه‌ریزی و سیاستگذاری دقیق‌تر برای توسعه آموزش عالی است.
بر این اساس ۸۷ دانشگاه کشور در این طرح شرکت کردند که براساس آمارهای موجود حدود ۵۰ تا ۶۰ درصد دانش آموختگان این دانشگاه‌ها شاغل هستند. در میان ۲۰ دانشگاه مورد بررسی، ۱۰ دانشگاه اول به تربیت متشکل از دانشگاه‌های صنعتی سهند، شهید بهشتی، صنعتی خواجه نصیر، گلستان، علم و صنعت، بوعلی سینا همدان، صنعتی قم، علم و هنر یزد، رازی کرمانشاه و فسا هستند.
همچنین میانگین درصد اشتغال در ۳۰ دانشگاه برای مقطع کارشناسی ارشد نیز اعلام شده‌است که دانشگاه‌های صنعتی سهند تبریز، بوعلی سینا همدان، علم و صنعت ایران، علم و هنر یزد، علوم و معارف قرآن کریم، سید جمال‌الدین اسدآبادی، محقق اردبیلی، سمنان، یاسوج و خوارزمی به ترتیب بیشترین میزان اشتغال را داشته‌اند.
رتبه دانشگاه علوم و معارف قرآن در طرح رصد اشتغال دانش آموختگان
در بین این دانشگاه علوم و معارف قرآن کریم به عنوان نخستین و بزرگترین دانشگاه قرآنی کشور، رتبه پنجم از بین ۳۰ دانشگاه کشور را در رصد اشتغال فارغ التحصیلان به خود اختصاص داده‌است.
این دانشگاه دولتی است و دارای ۲۰ دانشکده در سراسر کشور و زیرنظر سازمان اوقاف و امور خیریه فعالیت می‌کند و به عنوان یک دانشگاه وابسته به دستگاه اجرایی شناخته می‌شود.
بر اساس این گزارش، طبق اعلام وزارت علوم مبنی بر میانگین درصد اشتغال فارغ التحصیلان دانشگاه‌ها در مقطع کارشناسی، دانشگاه علوم و معارف قرآن رتبه ۱۲ در بین دانشگاه‌های کشور با ۶۳ درصد اشتغال دانش آموختگان خود در این مقطع کسب کرده‌است؟
همچنین این دانشگاه در مقطع کارشناسی ارشد رتبه پنجم را با ۸۳ درصد میانگین اشتغال فارغ التحصیلان خود در این مقطع را از بین ۳۰ دانشگاه کشور را به خود اختصاص داده‌است.